# 札幌龍谷学園高等学校
札幌龍谷学園高等学校（さっぽろりゅうこくがくえんこうとうがっこう）は、北海道札幌市中央区にある私立高等学校である。学校法人札幌龍谷学園が運営する。西本願寺系列で、龍谷総合学園に加盟している。SRGと略すことがある。

## 概要
浄土真宗のみ教えを建学の精神とし、和やかな笑顔と思いやりのある言葉で人に接することを大切にするという「和顔愛語」を校訓とし、心を育てる学園を目指している。学校敷地内にはマイトリー（学生寮）があり、遠方からの生徒を多数受け入れている。2018年からは、各教室にプロジェクター、WiFiアクセスポイントが設置され、生徒1人1台のタブレット端末を持つ新たな教育がスタートした。
- 学園モットー
  - 「生かされて生きる」
- 教育目標
  - 精進努力
  - 和顔愛語
  - 報恩感謝

## 沿革
- 1963年 - 1960年に焼失した札幌西高等学校跡に、札幌女子高等学校として開校
- 1995年 2月 - 生徒会館「マイトリー」竣工
- 1995年 4月 - 札幌女子高等学校から「札幌龍谷学園高等学校」へ校名変更
- 1998年 - 共学制の施行と、完全週5日制の実施
- 2000年 9月 - 武道場「崇真館」竣工
- 2006年 4月 - 新カリキュラムスタート。普通コースの共学開始（総合コースと改称）
- 2007年 4月 - 2007年度入学生から新制服を導入
- 2012年 4月 - スーパー特進コースを新設
- 2016年 10月 - 多目的活動施設「龍鳴館」竣工
- 2018年 4月 - 校内WiFi環境整備、北海道情報専門学校と高専連携、スーパープログレス進学コース設置、総合コースを未来創造コースへ改変
- 2022年 4月 - 新制服導入

## 部活動
- 運動部
  - ソフトテニス部
  - 男子バドミントン部
  - 女子バドミントン部
  - 男子卓球部
  - 女子卓球部
  - 馬術部
  - 野球部
  - サッカー部
  - 柔道部
  - 陸上競技部
  - 男子バスケットボール部
  - 女子バスケットボール部
  - バレーボール部
- 文化部、局
  - ダンス部
  - 若葉会インターアクト部
  - 吟詠剣詩舞同好会
  - 太平洋太鼓同好会
  - ギター同好会
  - 茶道部
  - 書道部
  - 吹奏楽部
  - 弁論部
  - ロボティクス部
  - 漫画研究部
  - ESS部
  - 美術部
  - パソコン部
  - ギター部
  - 宗育局
  - 放送局
  - 図書局

## 著名な出身者

### ソフトテニス選手
- 佐々木舞 - 2010アジア競技大会団体金メダル、2011世界選手権ダブルス金メダル

- 高橋乃綾 - 2018アジア競技大会シングルス金メダル、2019世界選手権ダブルス金メダル

### その他
- 石川ことみ - お笑い芸人
- 齊藤雄大 - 車椅子ソフトボール日本代表元監督
- 橘郁海 - 経営者、プロゲーマー